# Christchurch (Cambridgeshire)
Pour les articles homonymes, voir Christchurch (homonymie).
Christchurch est une paroisse civile et un village du Cambridgeshire, en Angleterre.